# Економско-трговачка школа „Књаз Милош” Горњи Милановац
Економско-трговачка школа „Књаз Милош“ је средња школа у Горњем Милановцу, Србија. Основана је 1. јуна 1990. године, а носи име Кнеза Милоша Обреновића. На почетку је школа користила само један спрат Техничке школе, али је 1995. дограђен нови део школе. Школа је школске 2012/13. године уписивала пет образовних профила — економски техничар, финансијски администратор, комерцијалиста, службеник осигурања и туристички техничар.